# Llista d'asteroides/101701–101800
| Nom                     | Designació provisional | Data de descobriment | Lloc de descobriment | Descobridor/s               |
| ----------------------- | ---------------------- | -------------------- | -------------------- | --------------------------- |
| 101701 -                | 1999 CU149             | 13 de febrer, 1999   | Kitt Peak            | Spacewatch                  |
| 101702 -                | 1999 CV149             | 13 de febrer, 1999   | Kitt Peak            | Spacewatch                  |
| 101703 -                | 1999 CA150             | 13 de febrer, 1999   | Kitt Peak            | Spacewatch                  |
| 101704 -                | 1999 CK150             | 13 de febrer, 1999   | Kitt Peak            | Spacewatch                  |
| 101705 -                | 1999 CK152             | 12 de febrer, 1999   | Kitt Peak            | Spacewatch                  |
| 101706 -                | 1999 CB153             | 13 de febrer, 1999   | Kitt Peak            | Spacewatch                  |
| 101707 -                | 1999 CY153             | 13 de febrer, 1999   | Anderson Mesa        | LONEOS                      |
| 101708 -                | 1999 CV155             | 12 de febrer, 1999   | Anderson Mesa        | LONEOS                      |
| 101709 -                | 1999 CF157             | 8 de febrer, 1999    | Kitt Peak            | Spacewatch                  |
| 101710 -                | 1999 DQ                | 16 de febrer, 1999   | Caussols             | ODAS                        |
| 101711 -                | 1999 DT1               | 18 de febrer, 1999   | Haleakala            | NEAT                        |
| 101712 -                | 1999 DU2               | 20 de febrer, 1999   | Oizumi               | T. Kobayashi                |
| 101713 - Marston        | 1999 DG4               | 20 de febrer, 1999   | Goodricke-Pigott     | R. A. Tucker                |
| 101714 -                | 1999 DQ4               | 17 de febrer, 1999   | Socorro              | LINEAR                      |
| 101715 -                | 1999 DT4               | 17 de febrer, 1999   | Socorro              | LINEAR                      |
| 101716 -                | 1999 DJ6               | 18 de febrer, 1999   | Socorro              | LINEAR                      |
| 101717 -                | 1999 DR7               | 18 de febrer, 1999   | Anderson Mesa        | LONEOS                      |
| 101718 -                | 1999 EB                | 6 de març, 1999      | Prescott             | P. G. Comba                 |
| 101719 -                | 1999 EF                | 10 de març, 1999     | Prescott             | P. G. Comba                 |
| 101720 -                | 1999 EP1               | 6 de març, 1999      | Kitt Peak            | Spacewatch                  |
| 101721 - Emanuelfritsch | 1999 EF3               | 13 de març, 1999     | Kleť                 | Kleť                        |
| 101722 - Pursell        | 1999 EX4               | 10 de març, 1999     | Baton Rouge          | W. R. Cooney Jr.            |
| 101723 - Finger         | 1999 EY5               | 13 de març, 1999     | Goodricke-Pigott     | R. A. Tucker                |
| 101724 -                | 1999 ED6               | 12 de març, 1999     | Kitt Peak            | Spacewatch                  |
| 101725 -                | 1999 EG6               | 13 de març, 1999     | Kitt Peak            | Spacewatch                  |
| 101726 -                | 1999 EJ6               | 14 de març, 1999     | Kitt Peak            | Spacewatch                  |
| 101727 -                | 1999 ED7               | 15 de març, 1999     | Socorro              | LINEAR                      |
| 101728 -                | 1999 EW7               | 12 de març, 1999     | Kitt Peak            | Spacewatch                  |
| 101729 -                | 1999 EG9               | 15 de març, 1999     | Kitt Peak            | Spacewatch                  |
| 101730 -                | 1999 EX9               | 14 de març, 1999     | Kitt Peak            | Spacewatch                  |
| 101731 -                | 1999 EN10              | 14 de març, 1999     | Kitt Peak            | Spacewatch                  |
| 101732 -                | 1999 EV11              | 15 de març, 1999     | Socorro              | LINEAR                      |
| 101733 -                | 1999 ER12              | 15 de març, 1999     | Socorro              | LINEAR                      |
| 101734 -                | 1999 FU1               | 16 de març, 1999     | Kitt Peak            | Spacewatch                  |
| 101735 -                | 1999 FG2               | 16 de març, 1999     | Kitt Peak            | Spacewatch                  |
| 101736 -                | 1999 FH3               | 17 de març, 1999     | Kitt Peak            | Spacewatch                  |
| 101737 -                | 1999 FN3               | 19 de març, 1999     | Socorro              | LINEAR                      |
| 101738 -                | 1999 FY4               | 17 de març, 1999     | Kitt Peak            | Spacewatch                  |
| 101739 -                | 1999 FS6               | 19 de març, 1999     | Caussols             | ODAS                        |
| 101740 -                | 1999 FC7               | 20 de març, 1999     | Caussols             | ODAS                        |
| 101741 -                | 1999 FH7               | 19 de març, 1999     | Socorro              | LINEAR                      |
| 101742 -                | 1999 FO7               | 20 de març, 1999     | Socorro              | LINEAR                      |
| 101743 -                | 1999 FN8               | 20 de març, 1999     | Socorro              | LINEAR                      |
| 101744 -                | 1999 FO8               | 20 de març, 1999     | Socorro              | LINEAR                      |
| 101745 -                | 1999 FR8               | 20 de març, 1999     | Socorro              | LINEAR                      |
| 101746 -                | 1999 FO10              | 22 de març, 1999     | Needville            | Needville                   |
| 101747 -                | 1999 FL11              | 18 de març, 1999     | Kitt Peak            | Spacewatch                  |
| 101748 -                | 1999 FL13              | 19 de març, 1999     | Kitt Peak            | Spacewatch                  |
| 101749 -                | 1999 FW16              | 23 de març, 1999     | Kitt Peak            | Spacewatch                  |
| 101750 -                | 1999 FA17              | 23 de març, 1999     | Kitt Peak            | Spacewatch                  |
| 101751 -                | 1999 FQ17              | 23 de març, 1999     | Kitt Peak            | Spacewatch                  |
| 101752 -                | 1999 FQ18              | 22 de març, 1999     | Anderson Mesa        | LONEOS                      |
| 101753 -                | 1999 FT19              | 24 de març, 1999     | Monte Agliale        | M. M. M. Santangelo         |
| 101754 -                | 1999 FL20              | 19 de març, 1999     | Kitt Peak            | Spacewatch                  |
| 101755 -                | 1999 FN23              | 19 de març, 1999     | Socorro              | LINEAR                      |
| 101756 -                | 1999 FQ24              | 19 de març, 1999     | Socorro              | LINEAR                      |
| 101757 -                | 1999 FA25              | 19 de març, 1999     | Socorro              | LINEAR                      |
| 101758 -                | 1999 FL29              | 19 de març, 1999     | Socorro              | LINEAR                      |
| 101759 -                | 1999 FA30              | 19 de març, 1999     | Socorro              | LINEAR                      |
| 101760 -                | 1999 FY36              | 19 de març, 1999     | Socorro              | LINEAR                      |
| 101761 -                | 1999 FJ37              | 20 de març, 1999     | Socorro              | LINEAR                      |
| 101762 -                | 1999 FO37              | 20 de març, 1999     | Socorro              | LINEAR                      |
| 101763 -                | 1999 FJ48              | 20 de març, 1999     | Socorro              | LINEAR                      |
| 101764 -                | 1999 FK49              | 20 de març, 1999     | Socorro              | LINEAR                      |
| 101765 -                | 1999 FO49              | 20 de març, 1999     | Socorro              | LINEAR                      |
| 101766 -                | 1999 FX49              | 20 de març, 1999     | Socorro              | LINEAR                      |
| 101767 -                | 1999 FJ50              | 20 de març, 1999     | Socorro              | LINEAR                      |
| 101768 -                | 1999 FS50              | 20 de març, 1999     | Socorro              | LINEAR                      |
| 101769 -                | 1999 FF52              | 20 de març, 1999     | Socorro              | LINEAR                      |
| 101770 -                | 1999 FL56              | 20 de març, 1999     | Socorro              | LINEAR                      |
| 101771 -                | 1999 FB58              | 20 de març, 1999     | Socorro              | LINEAR                      |
| 101772 -                | 1999 FY59              | 18 de març, 1999     | Kitt Peak            | Spacewatch                  |
| 101773 -                | 1999 FO62              | 22 de març, 1999     | Anderson Mesa        | LONEOS                      |
| 101774 -                | 1999 FR62              | 22 de març, 1999     | Anderson Mesa        | LONEOS                      |
| 101775 -                | 1999 GT                | 5 d'abril, 1999      | Višnjan Observatory  | K. Korlević                 |
| 101776 -                | 1999 GF3               | 7 d'abril, 1999      | Kitt Peak            | Spacewatch                  |
| 101777 - Robhoskins     | 1999 GF4               | 13 d'abril, 1999     | Baton Rouge          | W. R. Cooney Jr., M. Howard |
| 101778 -                | 1999 GZ6               | 15 d'abril, 1999     | Socorro              | LINEAR                      |
| 101779 -                | 1999 GJ8               | 9 d'abril, 1999      | Anderson Mesa        | LONEOS                      |
| 101780 -                | 1999 GP8               | 10 d'abril, 1999     | Anderson Mesa        | LONEOS                      |
| 101781 - Gojira         | 1999 GU9               | 14 d'abril, 1999     | Goodricke-Pigott     | R. A. Tucker                |
| 101782 -                | 1999 GF10              | 11 d'abril, 1999     | Kitt Peak            | Spacewatch                  |
| 101783 -                | 1999 GV13              | 14 d'abril, 1999     | Kitt Peak            | Spacewatch                  |
| 101784 -                | 1999 GQ14              | 14 d'abril, 1999     | Kitt Peak            | Spacewatch                  |
| 101785 -                | 1999 GE16              | 9 d'abril, 1999      | Socorro              | LINEAR                      |
| 101786 -                | 1999 GY17              | 15 d'abril, 1999     | Socorro              | LINEAR                      |
| 101787 -                | 1999 GD26              | 7 d'abril, 1999      | Socorro              | LINEAR                      |
| 101788 -                | 1999 GN33              | 12 d'abril, 1999     | Socorro              | LINEAR                      |
| 101789 -                | 1999 GE35              | 6 d'abril, 1999      | Socorro              | LINEAR                      |
| 101790 -                | 1999 GR36              | 12 d'abril, 1999     | Socorro              | LINEAR                      |
| 101791 -                | 1999 GV44              | 12 d'abril, 1999     | Socorro              | LINEAR                      |
| 101792 -                | 1999 GC45              | 12 d'abril, 1999     | Socorro              | LINEAR                      |
| 101793 -                | 1999 GN48              | 7 d'abril, 1999      | Anderson Mesa        | LONEOS                      |
| 101794 -                | 1999 GK50              | 10 d'abril, 1999     | Anderson Mesa        | LONEOS                      |
| 101795 -                | 1999 HX2               | 22 d'abril, 1999     | Socorro              | LINEAR                      |
| 101796 -                | 1999 HN3               | 18 d'abril, 1999     | Catalina             | CSS                         |
| 101797 -                | 1999 HR3               | 18 d'abril, 1999     | Catalina             | CSS                         |
| 101798 -                | 1999 HL4               | 16 d'abril, 1999     | Kitt Peak            | Spacewatch                  |
| 101799 -                | 1999 HE5               | 17 d'abril, 1999     | Kitt Peak            | Spacewatch                  |
| 101800 -                | 1999 HU7               | 19 d'abril, 1999     | Kitt Peak            | Spacewatch                  |